# Junkanoo

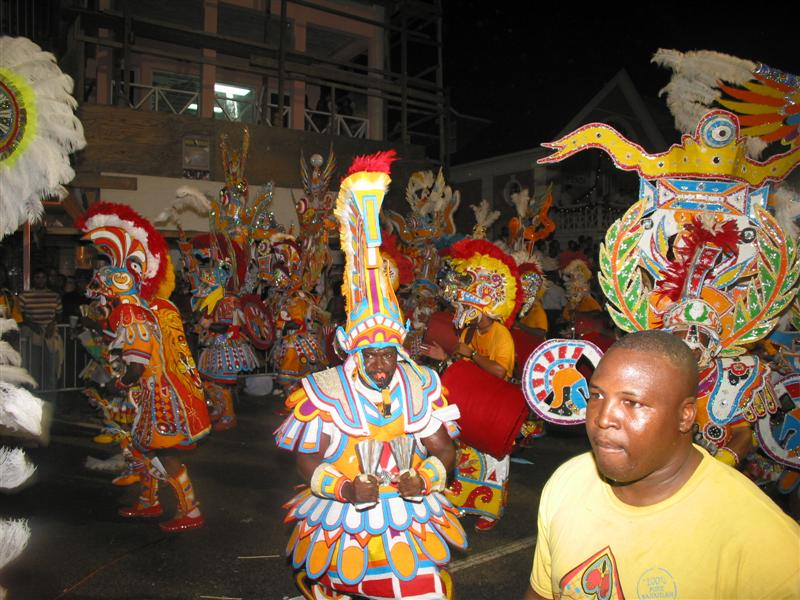
Altra immagine del Junkanoo Festival a Nassau

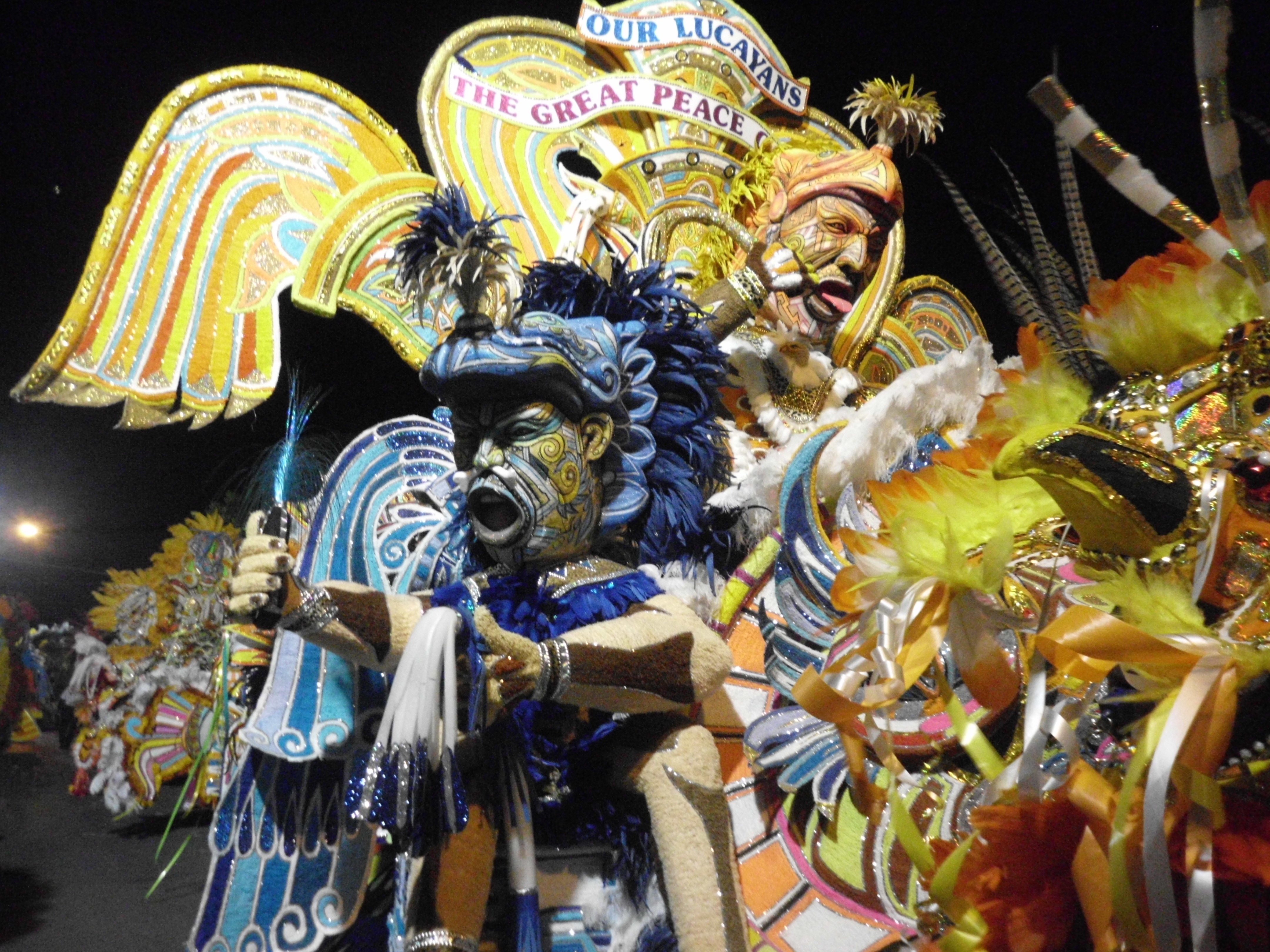
Esempi di costumi Junkanoo

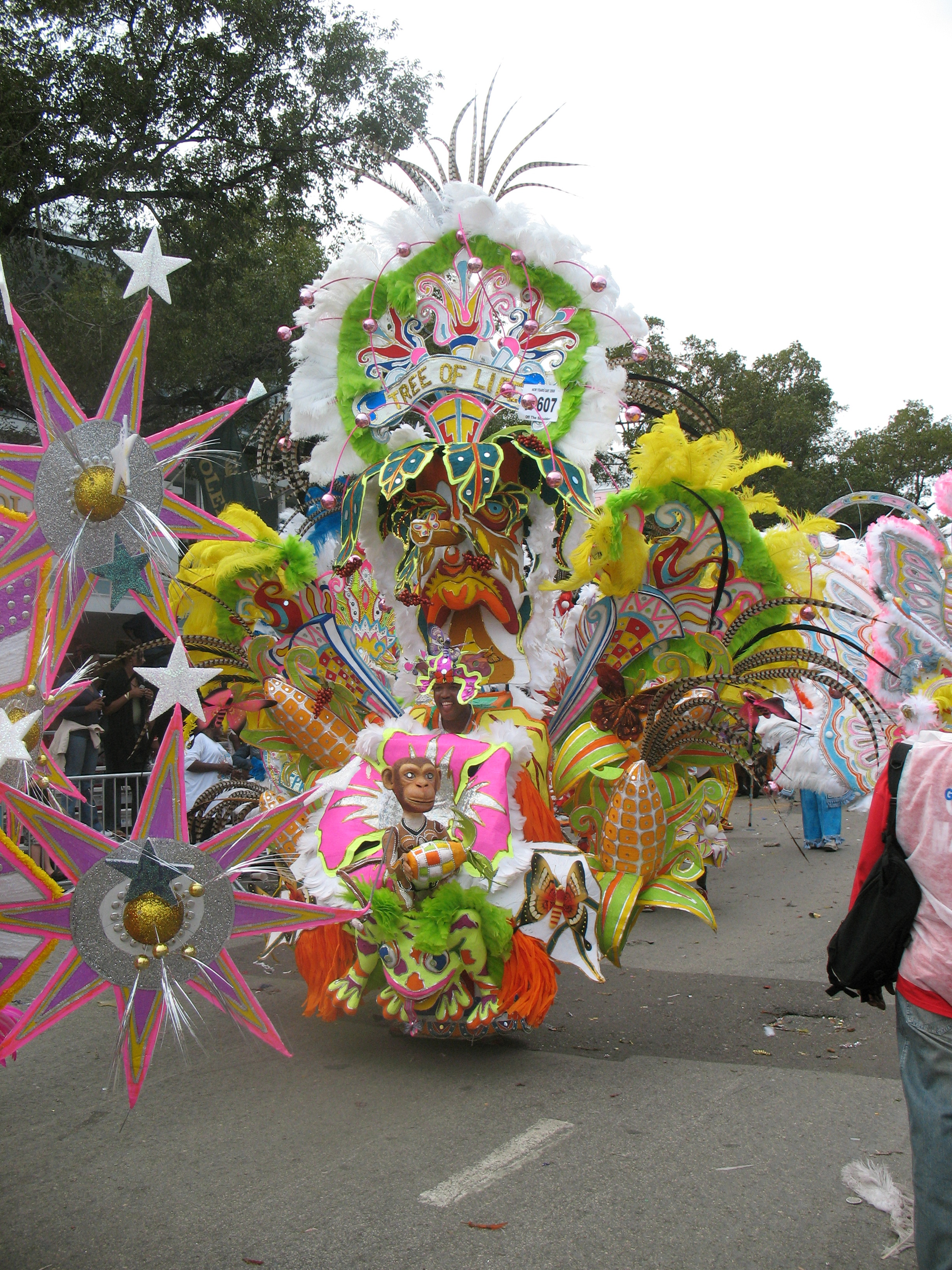
Costumi durante la parata Junkanoo di Capodanno

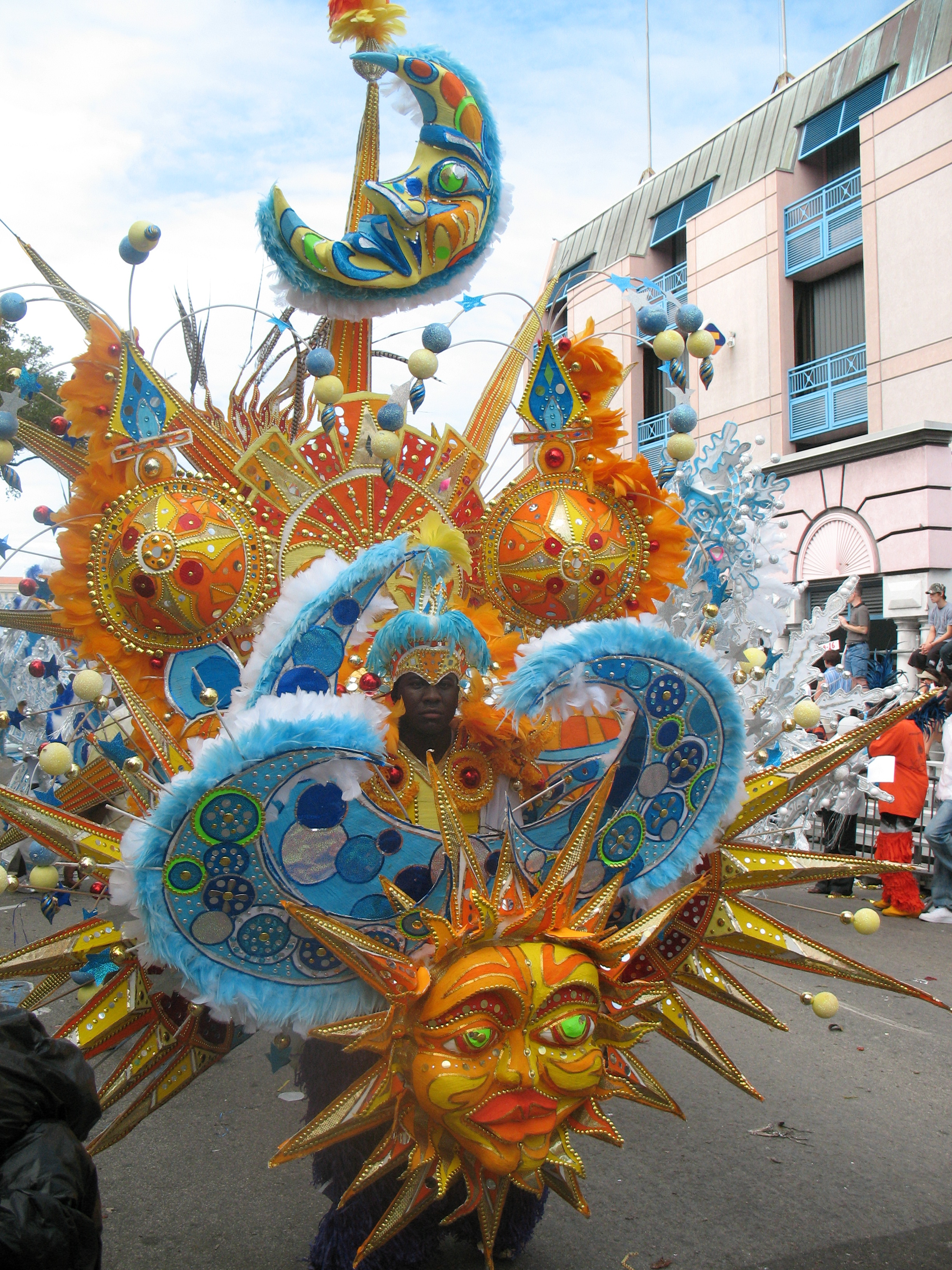
Altro esempio di costume tipico del Junkanoo

Il Junkanoo o Jonkonnu o John canoe o Koonering è una sfilata in maschera con musica e balli simile ad una sfilata carnevalesca, che ha avuto origine nel XVI-XVII secolo o XVIII-XIX secolo e che si svolge(va) tradizionalmente nel periodo natalizio (in particolar modo il giorno di Santo Stefano e il giorno di Capodanno, ma che ha preso piede anche d'estate) in alcuni Paesi caraibici quali le Bahamas, le Bermuda, la Giamaica (Paesi in cui sopravvive tuttora), il Belize e l'Honduras  e in alcuni stati americani (come la Carolina del Nord e la Florida).

## Etimologia
Incerta è l'origine del termine junkanoo :
- secondo alcuni studiosi, deriverebbe dal termine francese gens inconnu, ovvero "gente sconosciuta" (cioè "mascherata")[3]
- secondo altri studiosi deriverebbe dal nome di un rituale maya[1];
- secondo altri, deriverebbe invece dal nome di una divinità africana[1];
- secondo altri ancora, deriverebbe dal nome di un capo tribù schiavizzato[1] di nome John Canoe, proveniente dalla Costa d'Oro brandeburghese[2] o da quello di un proprietario di schiavi[1];
- altri studiosi lo fanno invece derivare dal nome di un capotribù africano, che riuscì con successo a ribellarsi agli Inglesi[3] (gli studiosi di folclore hanno anche ravvisato delle similitudini con il John Canoe celebrato dagli schiavi dell'Africa occidentale)

## Storia
L'usanza deriva probabilmente da una festa di inversione sociale celebrata dagli schiavi nel XVI-XVII secolo o XVIII-XIX secolo durante il periodo natalizio, periodo in cui venivano concessi loro tre giorni di libertà.  In questo periodo, gli schiavi usavano girare in maschera di casa in casa, usando spesso dei trampoli.
Il junkanoo scomparve quasi dappertutto dopo l'abolizione della schiavitù, eccezion fatta per le Bahamas e in - misura minore - per le Bermuda e la Giamaica.
Negli anni trenta, furono introdotti costumi in spugna.
Nelle Bahamas il Junkanoo fu abolito nel 1942 a causa dei tumulti che portarono alla soppressione delle sfilate, ma fu reintrodotto nel 1947.

## Il moderno Junkanoo Festival nelle Bahamas
La sfilata si svolge solitamente il mattino presto, tra le 2 e le 10 e vi partecipa un migliaio di persone.
I partecipanti sono muniti di tamburi in pelle di capra, fischietti, campanacci, ecc.
Al termine della sfilata vengono assegnati alcuni premi, tra cui quello per la miglior musica e quello per il miglior costume.